# Comprovação científica
A comprovação científica é o conjunto de processos e métodos teóricos e práticos, conhecidos como Método Científico, que são realizados para averiguar sistematicamente a verdade e formar a certeza de que um determinado fato ou fenômeno de qualquer natureza é real, mensurável e passível de averiguação a qualquer momento pelos processos e instrumentos de controle, teóricos e práticos através de provas científicas.
Em sentido amplo, as provas científicas são todos os meios legítimos capazes de demonstrar a veracidade de um fato, fenômeno ou alegação, com o objetivo de convencer a comunidade científica da verdade dos fatos apresentados. 
Para se ter o resultado pretendido, toda prova científica deve ser suficiente, clara, concludente ou baseada em teoremas irrefutáveis.